# Institut Städel

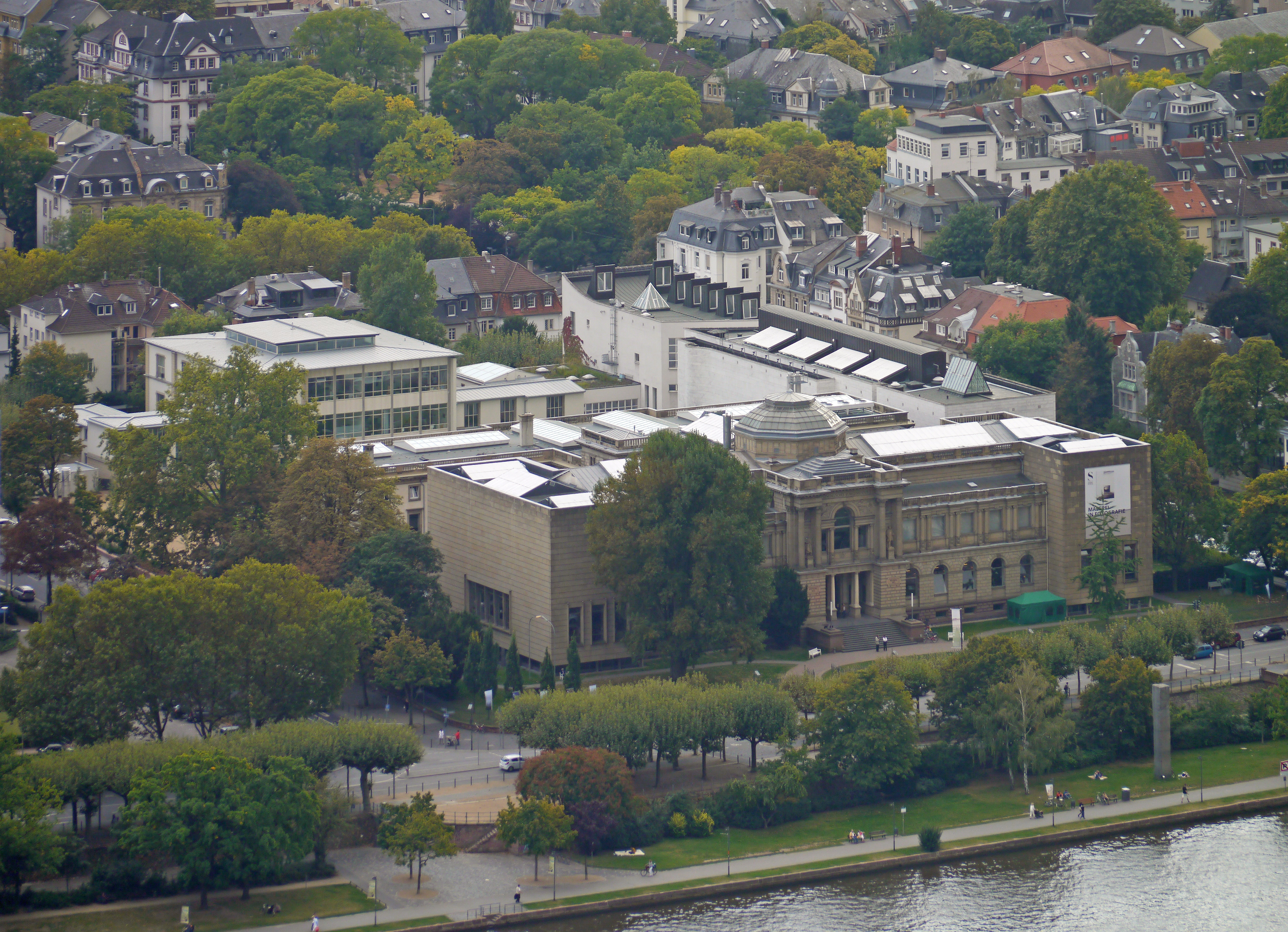
Museu d'art Städel

El Museum Städel, oficialment el Städelsches Kunstinstitut und Städtische Galerie, és un museu d'art a Frankfurt del Main, amb una de les més importants col·leccions d'art d'Alemanya.
El Städel té 2.700 quadres (dels quals se n'exhibeix uns 600) i una col·lecció gràfica de 100.000 dibuixos i làmines així com 600 escultures. Té uns 4.000 m²; d'exposició i una biblioteca de 100.000 llibres i 400 publicacions periòdiques.

## Història
El Städel va ser fundat el 1818 d'acord amb els desigs del banquer i comerciant de la ciutat Johann Friedrich Städel, que a la seva mort va llegar la seva important col·lecció d'art.
El 1878, un nou edifici, dissenyat conforme a l'estil Gründerzeit, es va erigir al carrer Schaumainkai. Cap a 1933 van ser confiscats 77 quadres i 700 làmines quan van ser qualificades d'«art degenerat » pels nacional socialistes. El 1939, la col·lecció va ser allunyada de Frankfurt per prevenir danys durant la Segona Guerra Mundial. La galeria va resultar danyada per les incursions aèries de la guerra i es va reedificar el 1966 d'acord amb un disseny de l'arquitecte de Frankfurt Johannes Krahn.
Un nou edifici, dedicat a l'obra del segle XX i a exposicions especials es va aixecar el 1990, dissenyat per Gustav Peichl. Hi ha hagut petites reformes entre 1997 i 1999. El 2010 s'han abordat nous treballs, que han requerit la retirada d'obres d'art. Aprofitant aquest lapse, una selecció de pintura barroca holandesa s'ha prestat al Museu Guggenheim (Bilbao).

## Col·lecció
El Städel té pintura europea de set segles, començant a començaments del segle xiv fins a arribar al gòtic tardà, el Renaixement, Barroc, i els segles XIX i XX.
Sobresurt la pintura italiana dels segles XV i XVI, amb obres de Sandro Botticelli, Andrea Mantegna, Giovanni Bellini i un famós retrat de Bartolommeo Veneto, tradicionalment identificat com Lucrècia Borja.
El fons del renaixement alemany inclou importants originals de Lucas Cranach, Albrecht Altdorfer, Hans Holbein el Jove i Hans Baldung. D'Albrecht Dürer existeix una enorme col·lecció de gravats, que habitualment no s'exposen per preservar-los de la llum.
El barroc holandès destaca amb diversos olis de Rembrandt, com La ceguesa de Samsó i David tocant l'arpa davant de Saül. Una altra obra mestra és El geògraf de Vermeer, que el 2010 ha estat cedit temporalment al Museu Guggenheim Bilbao junt amb exemples de Rembrandt, Frans Hals i Bartholomeus Breenbergh, entre altres autors holandesos.
La col·lecció de pintura i escultura no es limita a les esmentades èpoques, i arriba a l'impressionisme i les avantguardes del segle XX amb exemples de Degas, Renoir, Max Beckmann, Picasso, Franz Marc, Ernst Ludwig Kirchner, Yves Klein…
La gran col·lecció de làmines i dibuixos no està en l'exposició permanent i es custodia en la primera planta del museu. Destaca el valuós fons de gravats de Durero, del que es va mostrar una selecció (2007) al Museu Guggenheim De Bilbao. Les obres sobre paper que no estan permanentment exhibides poden veure's prèvia cita.
La galeria té un departament de conservació i restauració.

### Galeria

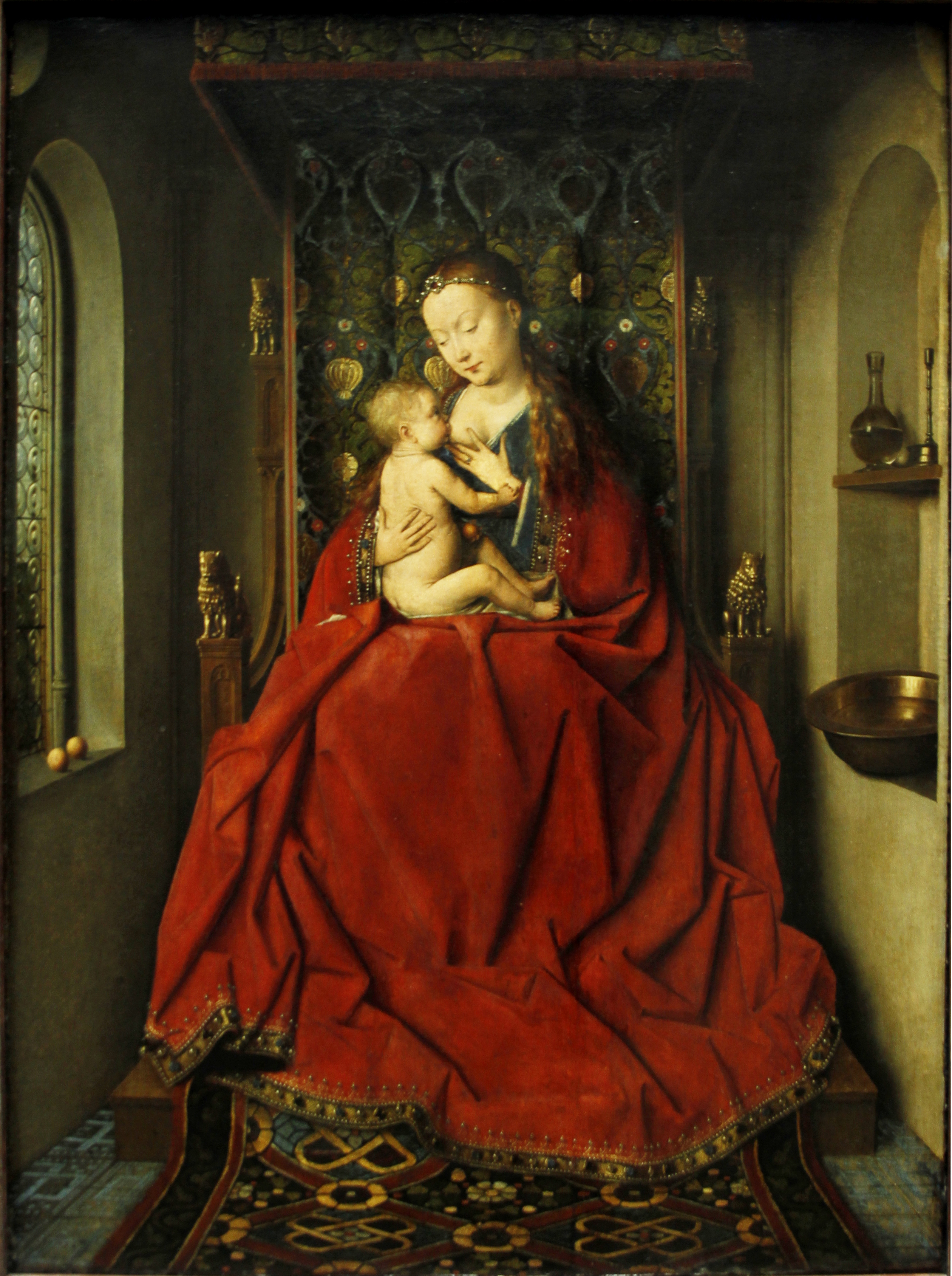
Jan van Eyck, la Mare de Déu de sant Lluc, 1390–1441
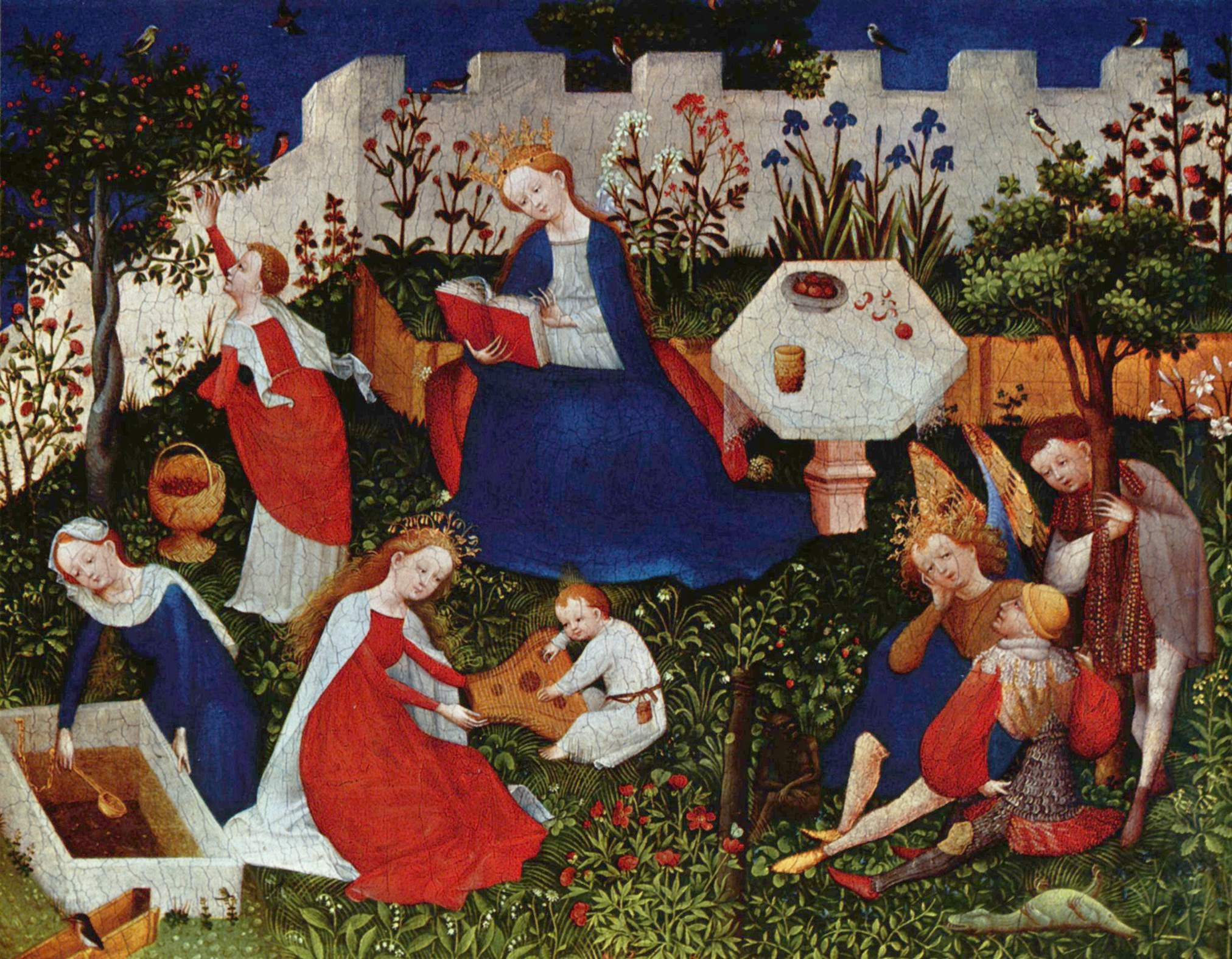
Mestre del Paradís de Frankfurt Jardí del Paradís, 1400-1420
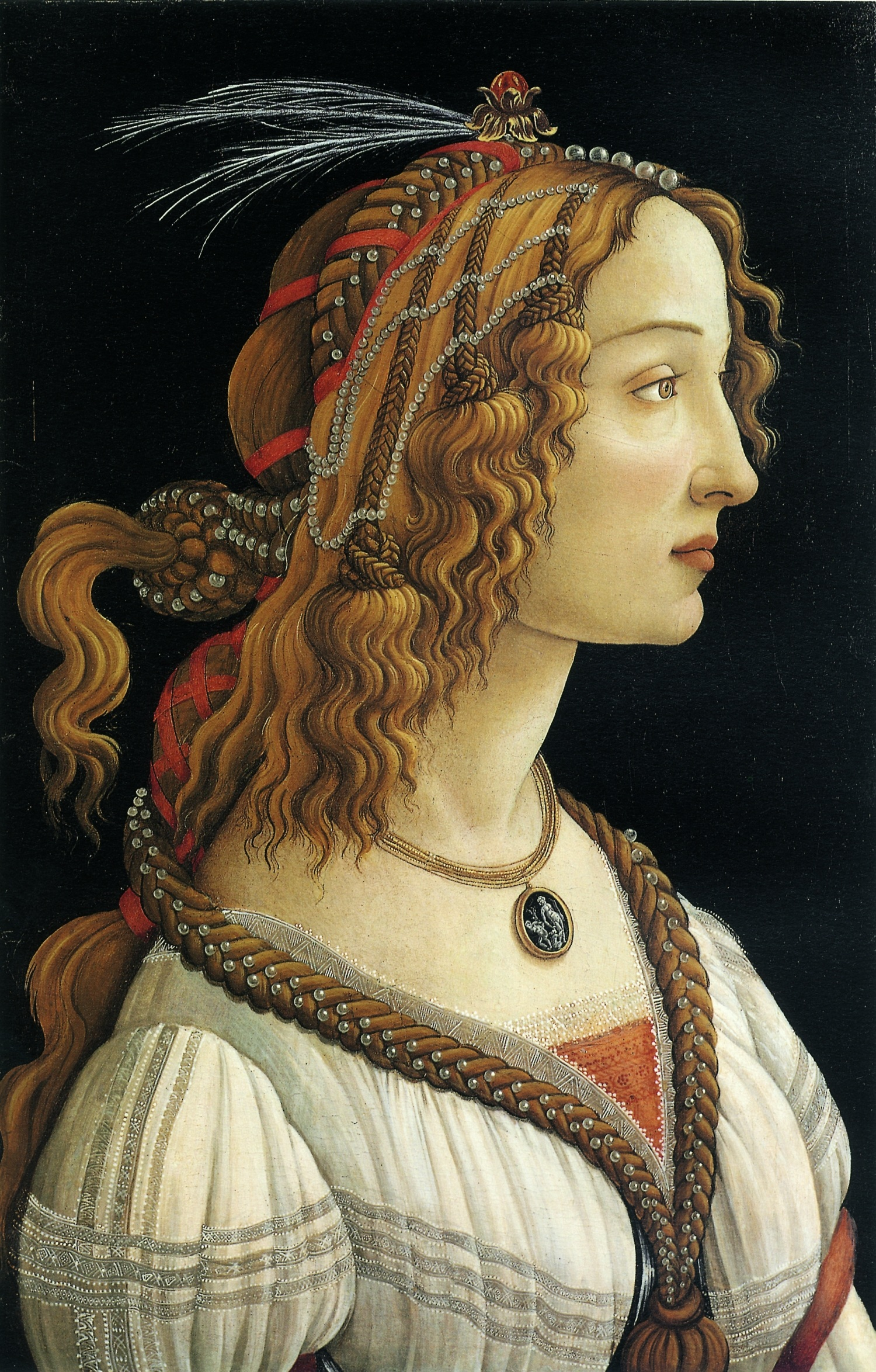
Sandro Botticelli Retrat d'una jove, 1480-85
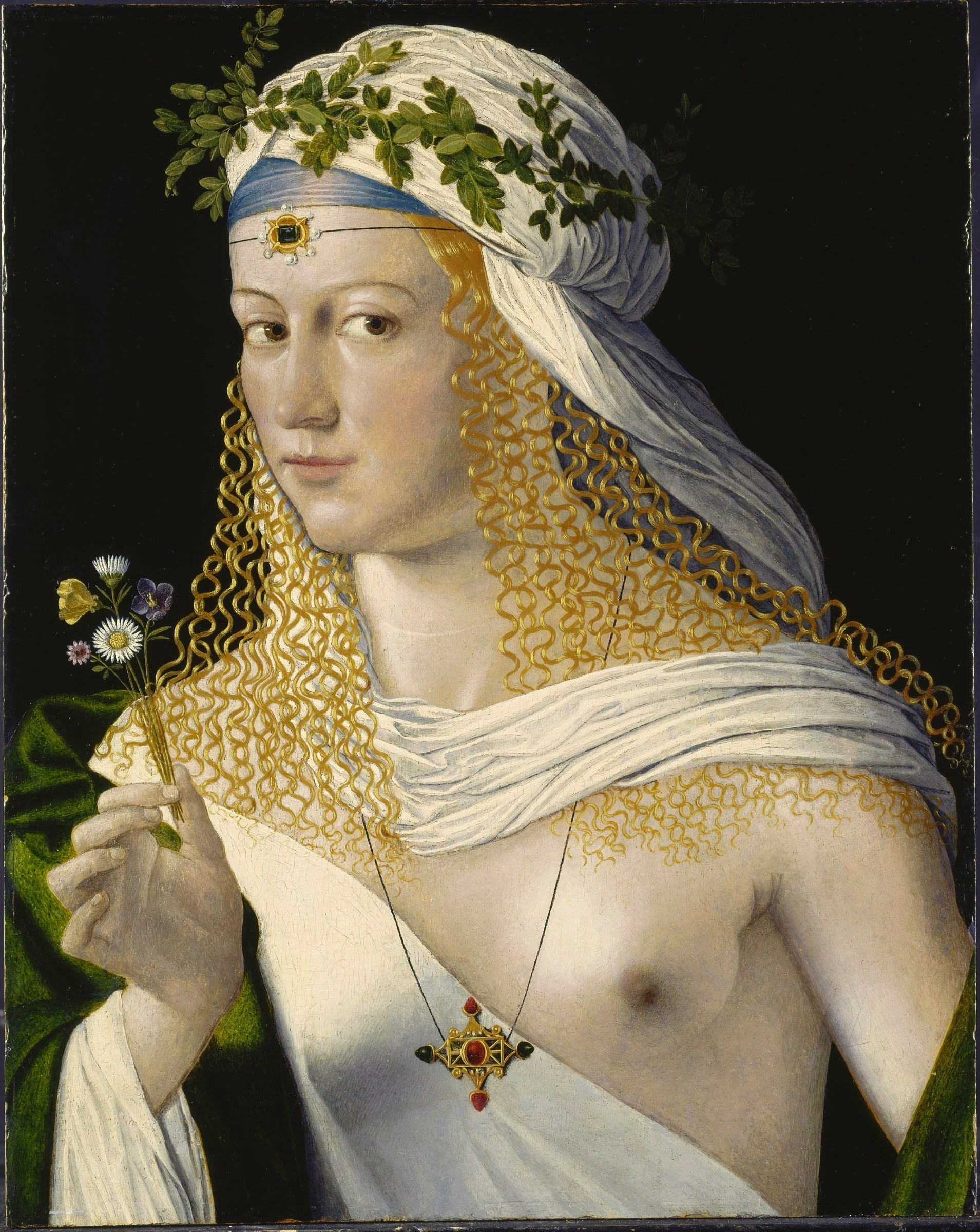
Bartolommeo Veneto Presumpte retrat de Lucrècia Borja, 1500-1530
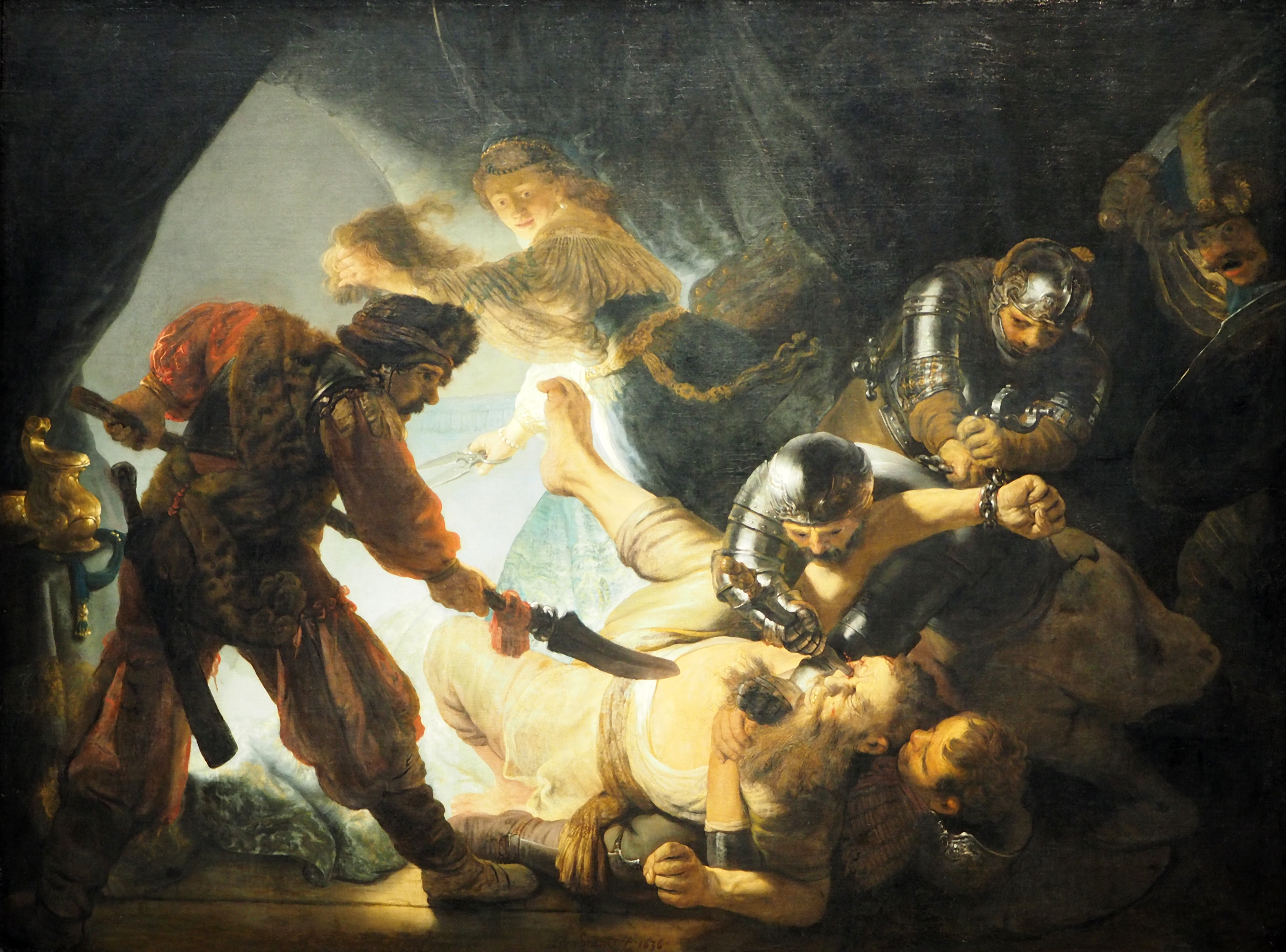
Rembrandt La ceguesa de Samsó, 1636
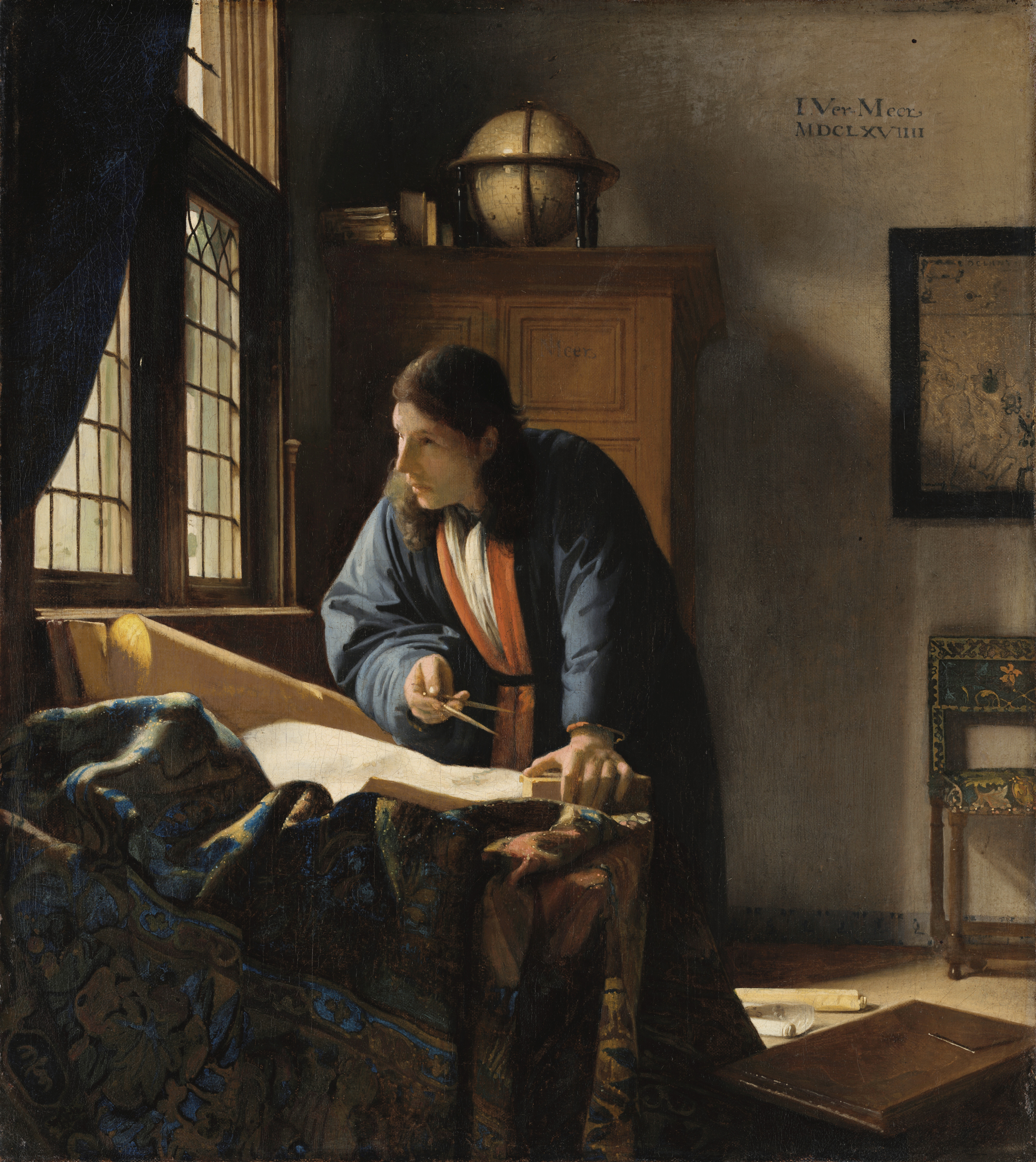
Johannes Vermeer El geògraf, 1669
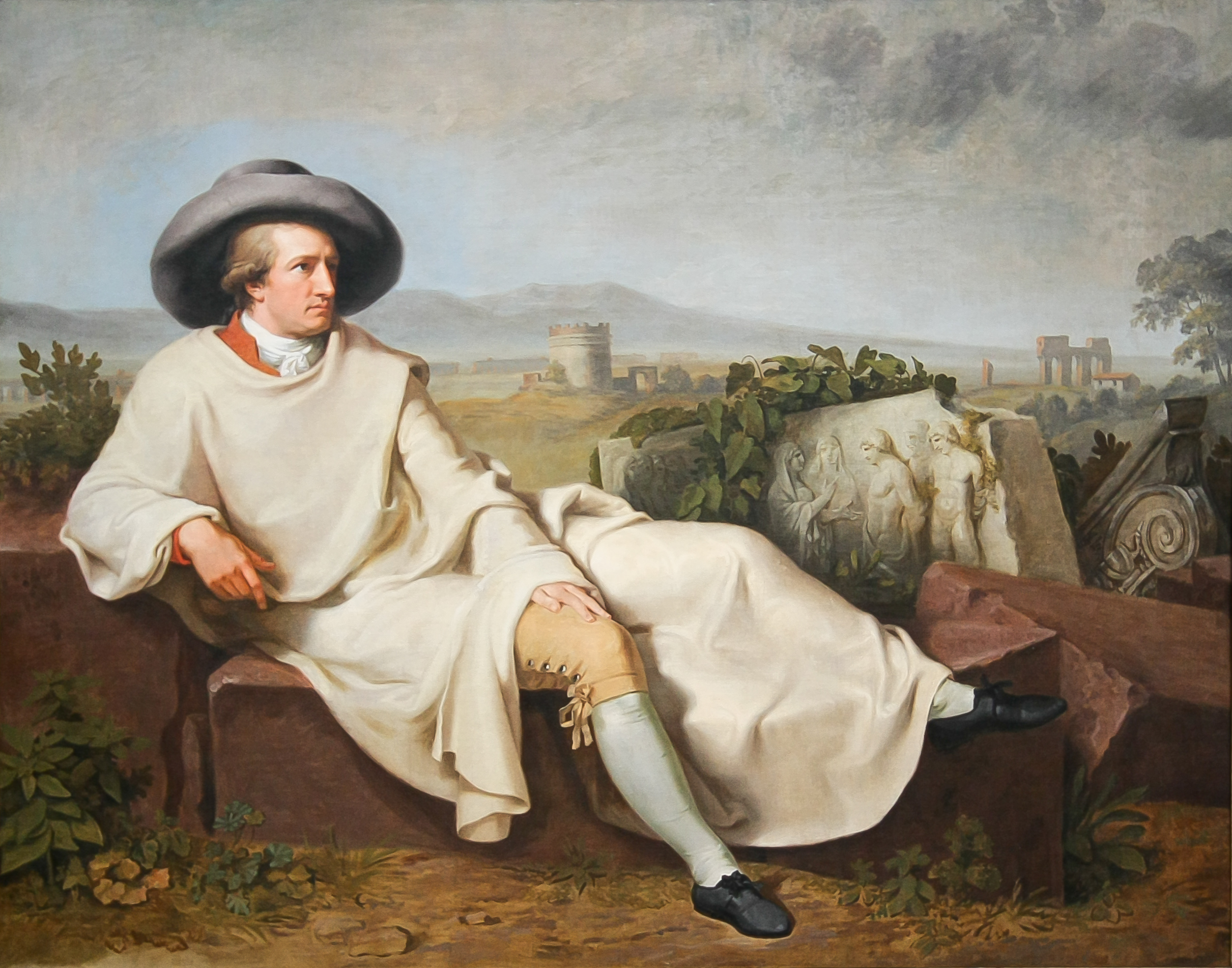
Johann Heinrich Wilhelm Tischbein, Goethe a la campanya romana, 1787
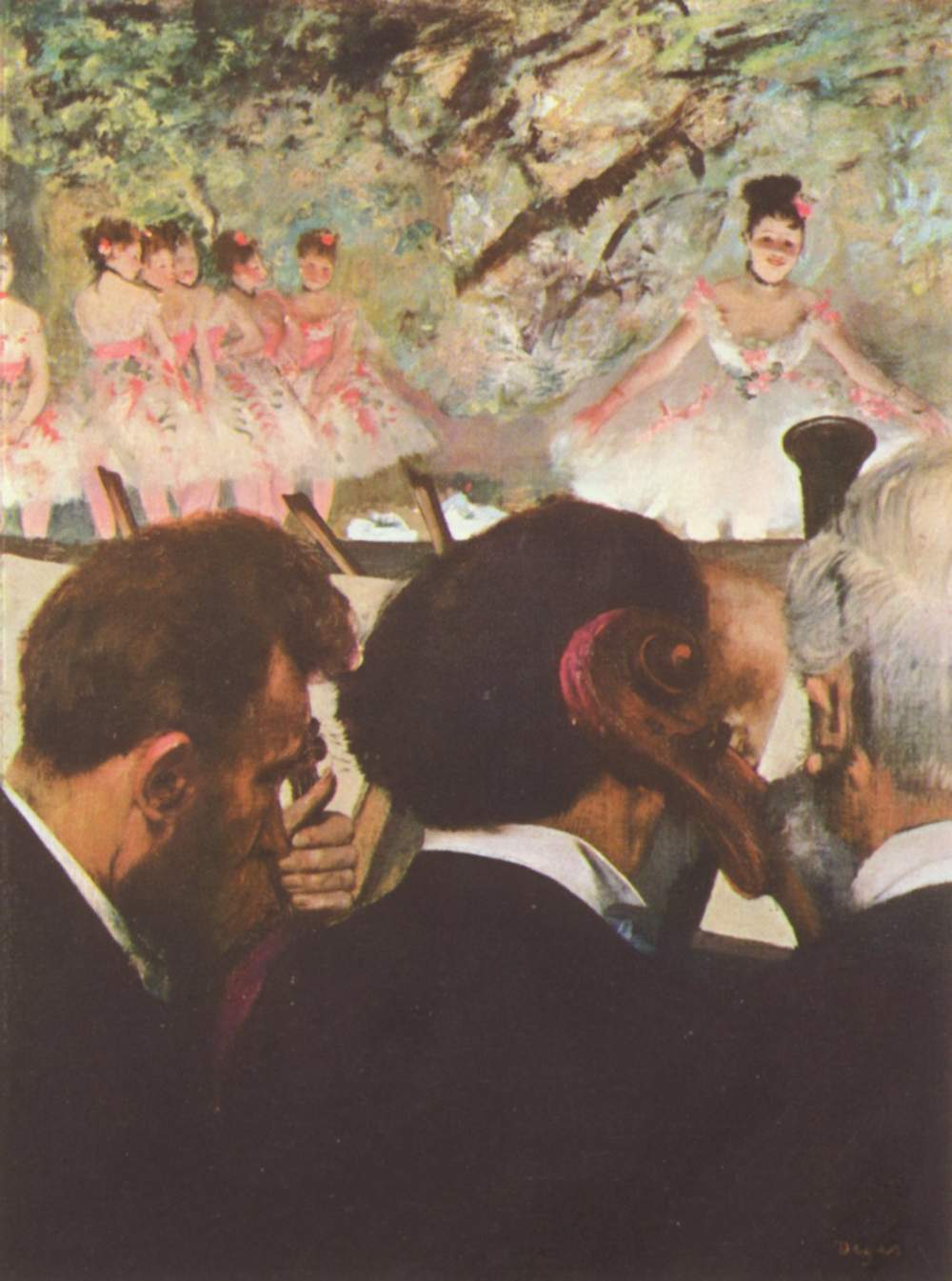
Edgar Degas Els músics de l'orquestra, 1872